# Black Orchid (Killer Instinct)
Black Orchid (a játékokban "B. Orchid" vagy csak "Orchid") a Rare által készített Killer Instinct harcjáték-sorozat egyik játékos karaktere. Az 1994-es eredeti Killer Instinctben az egyetlen női karakterként mutatkozott be, és a mai napig a sorozat minden egyes részében feltűnt. A titokzatos kém és harcos a sorozat női főszereplője, bátyjával, Jagóval együtt, és az egyik legismertebb és legjobban fogadott Killer Instinct karakter.

## Játékmenet
A Black Orchid harcstílusa az eredeti Killer Instinctben és a 2013-as Killer Instinctben a kali (más néven eszkrima) botvívást, a Killer Instinct 2-ben az okinawai tonfát és a rúgásokat hangsúlyozza; beleértve egy speciális mozdulatot, amely hasonlít Chun-Li híres Pörgő-rúgására. A Killer Instinctben az egyik speciális mozdulatában "tűzmacskává" változik. A Killer Instinct 2-ben Orchid teljes játékmenet-átalakítást kapott, melynek része volt a tigris formájú speciális mozdulatának elvesztése is. Orchid egyik eredeti befejező mozdulata, hogy a legyőzött ellenfélnek szívrohamot okoz azzal, hogy levetkőzik és megmutatja a melleit. Ez csak az első játékban szerepelt az arcade és SNES esetében; a Game Boy verzióban viszont csak a másik, amikor az ellenséget békává változtatja, majd megtapossa. Orchid hátat fordít a játékosnak, amikor a villódzó mozdulatot végrehajtja. Egy népszerű pletyka szerint, ha Orchid-ot egy tükör elé állítja, és végrehajtja ezt a befejező mozdulatot, a játékos láthatja a melleit a tükörben tükröződni. Erre a pletykára válaszul Ken Lobb rámutatott, hogy a Killer Instinct egyetlen szakaszában sincs tükör.
Míg Orchid számos klasszikus mozdulatát megtartotta a 2013-as kiadásban, több új képességet is kapott, például azt, hogy a Tűzmacskát lövedékként használhatja az Instinct módban és az árnyékmozdulatai részeként. A klasszikus "retro" jelmeze feloldható tartalomként került bele a játékhoz készült frissítésbe. A Prima Games szerint az Orchid egy nagyon kiegyensúlyozott karakter, aki "50/50 százalékban él és hal". Bár Orchid "a többi karakterhez képest hiányosnak tűnik", mivel "a speciális mozdulatai többnyire nem biztonságosak, és nincs meg az a bizonyos visszaélő taktika, amivel a legtöbb karakter rendelkezik", mégis neki van a leggyorsabb mozgási sebessége, és az Instinct mód az egyik legjobb a játékban.

## Fordítás
- Ez a szócikk részben vagy egészben  a   Black Orchid (Killer Instinct) című angol Wikipédia-szócikk fordításán alapul.  Az eredeti cikk szerkesztőit annak laptörténete sorolja fel. Ez a jelzés csupán a megfogalmazás eredetét és a szerzői jogokat jelzi, nem szolgál a cikkben szereplő információk forrásmegjelöléseként.